# Mesnil-Clinchamps
Mesnil-Clinchamps (Ausspracheⓘ) ist eine ehemalige französische Gemeinde mit zuletzt 970 Einwohnern (Stand: 1. Januar 2014), den Clinchampois, im Département Calvados in der Region Normandie.
Zum 1. Januar 2017 wurde Mesnil-Clinchamps im Zuge einer Gebietsreform zusammen mit neun benachbarten Gemeinden als Ortsteil in die neue Gemeinde Noues de Sienne eingegliedert.

## Geographie
Mesnil-Clinchamps liegt etwa 30 Kilometer südsüdöstlich von Saint-Lô und etwa 59 Kilometer südwestlich von Caen am Flüsschen Brévogne. 
Umgeben wurde Mesnil-Clinchamps von den Nachbargemeinden Le Mesnil-Caussois und Le Mesnil-Benoist im Norden, Vire-Normandie im Osten, Saint-Manvieu-Bocage im Süden sowie Saint-Sever-Calvados im Westen und Südwesten.

## Bevölkerungsentwicklung
| Jahr                             | 1793  | 1836  | 1876  | 1926 | 1946 | 1968 | 1990 | 2014 |
| Einwohner                        | 1.468 | 1.564 | 1.305 | 940  | 930  | 773  | 789  | 970  |
| Quelle: Cassini, EHESS und INSEE |       |       |       |      |      |      |      |      |

## Sehenswürdigkeiten
- Kirche Saint-Martin mit Krypta aus dem 12. Jahrhundert, seit 1974 Monument historique[3]